# Petrůvka (Zlíni járás)
Petrůvka település Csehországban, Zlíni járásban. Petrůvka Dolní Lhota, Pozlovice, Luhačovice és Slavičín településekkel határos. Lakosainak száma 319 fő (2024. január 1.).

## Népesség
A település lakosságának változását az alábbi diagram mutatja:
| Lakosok száma | 358  | 354  | 366  | 331  | 358  | 350  | 334  | 334  | 333  | 319  |
|               | 1869 | 1890 | 1921 | 1950 | 1980 | 2001 | 2017 | 2019 | 2022 | 2024 |